# Richard van Weyden
Richard van Weyden (* 22. April 1966 in Neunkirchen/Saar, nach anderen Quellen in Heiligenwald/Schiffweiler) ist ein deutscher Schauspieler und Synchronsprecher.

## Leben
Richard van Weyden wurde im Saarland, wo er auch seine früheste Kindheit verbrachte, als Sohn eines Bergmanns geboren. Weitere Stationen seiner Kindheit waren Nancy, Hamburg, Berlin, Hongkong und Kapstadt. Die Schule besuchte er nach mehreren Wohnortwechseln der Familie schließlich in Frankfurt am Main. Er verließ die Schule ohne Abschluss und  nahm verschiedene Gelegenheitsjobs an. Im Alter von 17 Jahren ging er nach Rom. Nach seiner Rückkehr nach Frankfurt am Main beendete er die Schule und fing bei den Städtischen Bühnen Frankfurt als Bühnenarbeiter, Techniker und Statist an. Er wollte Schauspieler werden, war Mitglied verschiedener unabhängiger, freier Schauspielgruppen und arbeitete zunächst als Requisiteur, Licht- und Tontechniker, Bühnenbildner und Regieassistent. In Frankfurt wurde er von dem Regisseur Michael Cacoyannis für das Theater entdeckt und 1987 für eine kleine Rolle in einer Frankfurter Operninszenierung  von Cacoyannis verpflichtet. Seine Schauspielausbildung absolvierte er schließlich in München (Actorshouse München), wo er sich zusätzlich zum Synchron- und Werbesprecher ausbilden ließ, und in Frankfurt (bei den ART-Studios Frankfurt). Privaten Schauspielunterricht erhielt er bei Ulrich Wildgruber.
Theaterengagements hatte van Weyden an den Kammerspielen Frankfurt (1989; in Korbes, Regie: Dietrich Hilsdorf), bei der Dramatischen Bühne Frankfurt (zwischen 1993 und 1996 mehrfach unter dem Regisseur Thorsten Morawietz in verschiedenen Shakespeare-Adaptionen), an den Mainzer Kammerspielen (1989) und bei den Burgfestspielen Bad Vilbel (1999). 2003 trat er an der Oper Frankfurt in einer modernen Fassung der Operette Ein Walzertraum auf; er übernahm die Sprechrolle eines durch die Handlung geisternden Selbstmörders, der Texte von Otto Weininger deklamierte. 2005 spielte er an den Mainzer Kammerspielen in dem Theaterstück Der Kissenmann (Regie: Martin Plass). Im Herbst 2005 übernahm er bei der Dramatischen Bühne Frankfurt die Rolle des Schönlings in der Shakespeare-Adaption Ein Sommernachtsalptraum, dem ersten Spielfilm der Dramatischen Bühne Frankfurt.
Seit Ende der 1990er Jahre übernahm er regelmäßig auch Rollen bei Film- und Fernsehproduktionen, wo er zunächst jedoch nur, unter anderem mehrfach von Regisseurin Maris Pfeiffer, in markanten Nebenrollen eingesetzt wurde. Es folgten mehrere Kurzfilme und eine Nebenrolle in dem Kinofilm Märzfieber (2003, Regie: Thees Klahn). Später kam er häufig im Rollentyp des Bösewichts als Darsteller zwielichtiger Charaktere zum Einsatz.
In dem Fernsehfilm Entführt - Ich hol dich da raus (2008) war er der Polizeiermittler Schreiber. 2008 war er in einer Nebenrolle als Dr. Heinz Hochstädter in dem Fernsehfilm Mordshunger nach dem Roman von Frank Schätzing zu sehen. In dem US-amerikanischen Martial-Arts-Film Ninja Assassin (2009) spielte er die Nebenrolle des orientalischen Fürsten Ibn Battuta. in dem Historienfilm Die Päpstin (2009) verkörperte er den Kirchenmann Eusthasius. In dem Märchenfilm Die Gänsemagd (2009) hatte er die kleine Rolle des Gauklers. In dem Science-Fiction-Film Nydenion (2011) spielte er den Senator Cowley. In dem ZDF-Fernsehfilm Der Fall Jakob von Metzler (2012) spielte er Suter, den Leiter des Mobilen Einsatzkommandos. In dem Fernsehkrimi Der Ballermann – Ein Bulle auf Mallorca (2012) spielte er den dubiosen Geschäftsmann und Bösewicht Enrico Sola. In dem Kinofilm Schlussmacher (2013) von Matthias Schweighöfer war er Dr. Husemann, der behandelnde Arzt im Krankenhaus. Unter der Regie von Ben Hopkins hatte er eine Hauptrolle in dessen Spielfilm Welcome to Karastan (2015). Er war der Diktator Abashiliev und verkörperte, im Kaftan, den Despoten einer imaginären Kaukasusrepublik; es war van Weydens erste Hauptrolle in einer internationalen Filmproduktion.
Im Tatort: Spielverderber (2015) war Richard van Weyden neben Maria Furtwängler in einer Hauptrolle als Luftwaffen-Oberst Andreas Friedrichs, mit dem Kommissarin Charlotte Lindholm eine Affäre eingeht, zu sehen. Im Zürich-Krimi: Borcherts Fall (Erstausstrahlung: April 2016) verkörperte er, an der Seite von Leslie Malton, den Schweizer Geschäftsmann und Bauunternehmer Matthias Duplessis. In der Krimireihe Der Taunuskrimi ist er seit Anfang 2017 der Kriminaltechniker Christian Kröge.
Richard van Weyden übernahm außerdem mehrere Rollen in Fernsehserien. Von 2007 bis 2008 hatte er eine durchgehende Serienrolle in der Sat1-Actionserie GSG 9 – Ihr Einsatz ist ihr Leben. Er spielte Anton Bender, den Assistenten der Analystin Petra Helmholtz (Florentine Lahme). In der 13. Staffel der ZDF-Krimiserie SOKO Leipzig (2013) war er an der Seite von Anouschka Renzi (als Prostituierte Morgana) und Michaela Rosen in einer Episodenhauptrolle als Ehemann der Bordellchefin Maria Hansen zu sehen. In der zweiten Staffel der Fernsehserie Borgia (2013) übernahm er die Nebenrolle des Komponisten Josquin Desprez. In der ZDF-Serie Der Staatsanwalt war er von 2015 bis 2017 in mehreren Folgen in der Rolle des Vorsitzenden Richters Florian Plötz zu sehen. In der 41. Staffel der ZDF-Krimiserie SOKO München (2016) übernahm er eine Episodenhauptrolle als „Seelenheiler“ und Guru Marc Du Prel. In der 4. Staffel der ZDF-Krimiserie Heldt (2016) folgte eine weitere Episodenrolle als dubioser Antiquitätenhändler Cornelius Mannheimer. In der 4. Staffel der ZDF-Serie Die Spezialisten – Im Namen der Opfer (2019) verkörperte van Weyden die Rolle des Strafverteidigers und „halbseidenen Promi-Anwalts“ Dr. Herford, der vor mehreren Jahren einen ehemaligen, später verschwundenen SS-Sturmbannführer gerichtlich vertreten hat.
Richard von Weyden arbeitet umfangreich in der Synchronisation, hauptsächlich in Frankfurter Ton- und Synchronstudios. Er synchronisiert Filme, Videospiele und Computerspiele, u. a. Anno 1404 (2009) und Arcania (2010). In Fallout: New Vegas (2010/2011) synchronisierte er u. a. Papa Khan. In fast allen Uncharted-Ablegern lieh er der Figur Victor Sullivan (Richard McGonagle) seine Stimme. Er lieh seine Stimme Scott Shelby in Heavy Rain.
Richard van Weyden ist mit der sizilianischen Sängerin und Songschreiberin Dea Lapi verheiratet und ist seit Mai 2015 Vater von Zwillingen. Er wohnt im Frankfurter Stadtteil Bornheim.

## Filmografie (Auswahl)
- 1999: Die Liebesdienerin (Fernsehfilm)
- 2002: Königskinder (Kurzfilm)
- 2002: Der Schwarzarbeiter (Kurzfilm)
- 2003: Märzfieber (Kinofilm)
- 2007–2008: GSG 9 – Ihr Einsatz ist ihr Leben  (Fernsehserie; Serienrolle)
- 2008: Entführt – Ich hol dich da raus (Fernsehfilm)
- 2008: Mordshunger (Fernsehfilm)
- 2008: Zwillingsküsse schmecken besser (Fernsehfilm)
- 2008: Zwölf Winter (Fernsehfilm)
- 2009: Ninja Assassin (Ninja Assassin) (Kinofilm)
- 2009: Die Päpstin (Pope Joan) (Kinofilm)
- 2009: Die Gänsemagd (Fernsehfilm)
- 2011: Nydenion (Spielfilm)
- 2012: Alarm für Cobra 11 (Fernsehserie; Folge: Der Ex)
- 2012: Der Fall Jakob von Metzler (Fernsehfilm)
- 2012: Der Ballermann – Ein Bulle auf Mallorca (Fernsehfilm)
- 2013: Schlussmacher (Kinofilm)
- 2013: SOKO Leipzig (Fernsehserie; Folge: Die Wohlfühl GmbH)
- 2013: Borgia (Fernsehserie, Seriennebenrolle)
- 2014: Schoßgebete (Kinofilm, nur Stimme)
- 2014: Welcome to Karastan (Kinofilm)
- 2015: Tatort: Spielverderber (Fernsehreihe)
- 2016: Tatort: Im gelobten Land (Fernsehreihe)
- 2016: SOKO München (Fernsehserie; Folge: Kornkreise)
- 2016: Der Zürich-Krimi (Fernsehreihe)
  - Borcherts Fall
  - Borcherts Abrechnung
- 2016: Heldt (Fernsehserie; Folge: Nichts zu verzollen)
- 2016: Alarm für Cobra 11 – Die Autobahnpolizei (Fernsehserie; Folge: Drift)
- seit 2017: Der Taunuskrimi (Fernsehreihe)
  - 2017: Die Lebenden und die Toten (Zweiteiler)
  - 2018: Im Wald (Zweiteiler)
- 2017: Der Staatsanwalt (Fernsehserie; Folge: Tyrannenmord)
- 2019: Tatort: Zorn (Fernsehreihe)
- 2019: Die Spezialisten – Im Namen der Opfer (Fernsehserie; Folge: Alte Wunden)
- 2019: Matula – Tod auf Mallorca (Fernsehfilm)